# Liste des îles et presqu'îles de Hong Kong

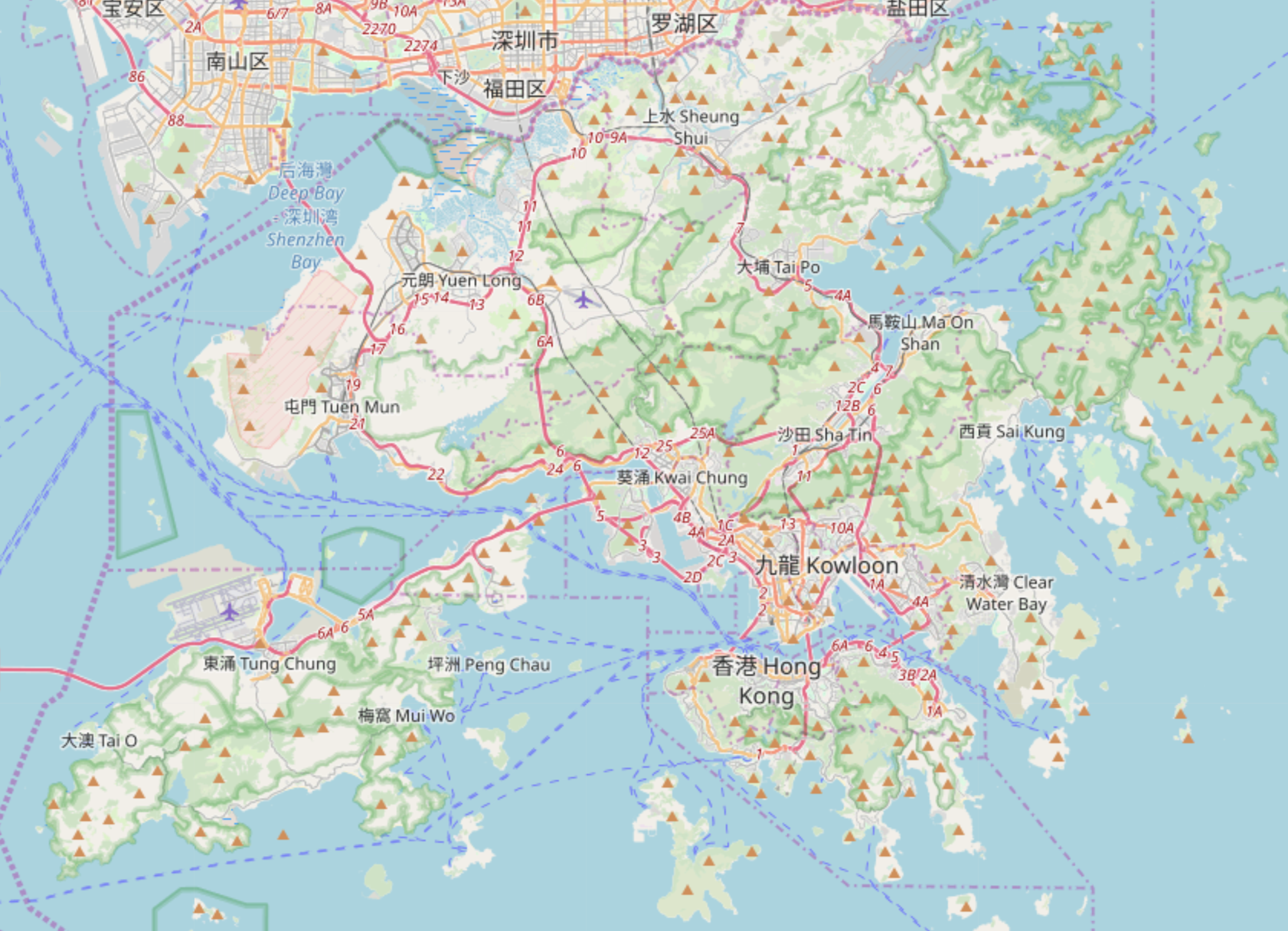
Carte OpenStreet des îles et presqu'îles de Hong Kong

Cet article donne la liste des îles et presqu'îles de Hong Kong.
Hong Kong comprend la péninsule de Kowloon et 261 îles de plus de 500 m2, la plus grande étant l'île de Lantau et la deuxième l'île de Hong Kong, et celle de Ap Lei Chau, l'une des plus densément peuplées au monde (en).
L'île de Hong Kong est, historiquement, le centre politique et économique de Hong Kong. Elle a été le lieu initial de la fondation de Victoria Town, où se situe de nos jours le district financier de Central. La plupart des autres îles sont communément appelées "îles périphériques".
La péninsule de Kowloon, en face du port de Victoria, sur l'île de Hong Kong, est un autre atout remarquable du centre économique de Hong Kong.
En termes de districts, tandis que l'un des 18 districts du territoire est appelé Islands District, de nombreuses îles ne font pas réellement partie de celui-ci, qui ne se compose que d'une vingtaine de grandes et de petites îles situées au sud et au sud-ouest de Victoria Town, dans les eaux de Hong Kong. Suivant leurs emplacements, ces îles appartiennent aux différents districts du territoire.

## Péninsules
Liste partielle des péninsules classées selon la région où elles appartiennent.

### Continent
- Péninsule de Kowloon - Elle se réfère à la zone sud de la chaîne de montagne composée du Beacon Hill, du Lion Rock, du Tate's Cairn, et du pic de Kowloon entre autres et répartie sur cinq districts. Mais, elle ne représente historiquement que la section sud de Boundary Street qui avait été cédée à l' Angleterre par la Convention de Pékin en 1860, couvrant seulement une zone de deux districts et demi sur les cinq.
- Péninsule de Sai Kung
- Péninsule de Clear Water Bay
- Péninsule de Wan Tsai

### Île de Hong Kong
- Cap D'Aguilar - District Sud
- Shek O - District Sud
- Stanley - District Sud
- Fat Tong Chau - District Sud-Est

### Île De Lantau
- Péninsule de Chi Ma Wan - District Islands
- Péninsule de Fan Lau

### Anciennes péninsules
- Tai Kok Tsui - District de Yau Tsim Mong. De nos jours, elle peut difficilement être identifiée sur les cartes maintenant, en raison de la bonification des terres

## Îles
Liste partielle des îles, classées selon le district où elles appartiennent:
- A Chau (丫洲 ou "Île du Centre ") - District de Tai Po
- A Chau (鴉洲) - District Nord
- Rocher Adamasta (北長洲石) - District d'Islands
- Ap Chau Mei Pak Tun Pai (鴨洲尾白墩排) - District Nord
- Ap Chau Pak Tun Pai (鴨洲白墩排) - District Nord
- Ap Chau (鴨洲 ou "Île Robinson") - District Nord
- Ap Lei Chau (鴨脷洲 ou Île Aberdeen") - District Sud
- Ap Lei Pai (鴨脷排) - District Sud
- Ap Lo Chun (鴨籮春) - District Nord
- Ap Tan Pai (鴨蛋排) - District Nord
- Ap Tau Pai (鴨兜排) - District Nord
- Îlot Bay (匙洲) - District de Sai Kung
- Récif Breaker - District de Tai Po
- Bun Bei Chau (崩鼻洲) - District de Sai Kung
- Bun Sha Pai (崩紗排) - District de Tai Po
- Cha Kwo Chau (茶果洲) - District d'Islands
- Cha Yue Pai (炸魚排) - District de Sai Kung
- Cham Pai (杉排) - District de Tai Po
- Cham Pai (沉排) - District de Sai Kung
- Cham Tau Chau (枕頭洲) - District de Sai Kung
- Chap Mo Chau (執毛洲) - District Nord
- Chau Tsai Kok (洲仔角) - District de Tai Po
- Chau Tsai (洲仔) - District de Sai Kung
- Che Lei Pai (扯里排) - District de Tai Po
- Chek Chau (赤洲 ou "Port Island") - District de Tai Po
- Chek Lap Kok (赤鱲角) - District d'Islands - assimilée maintenant avec Lam Chau au sein de la plate-forme de l'aéroport et connectée à l'île de Lantau par deux ponts.
- Cheung Chau (長洲) - District d'Islands
- Cheung Shek Tsui (長石咀) - District Nord
- Cheung Sok (長索) - District de Tsuen Wan
- Cheung Tsui Chau (長咀洲) - District de Sai Kung
- Ching Chau (青洲) - District de Sai Kung
- Île Conique (飯甑洲) - District de Sai Kung
- Rocher Douglas (德己利士礁) - District d'Islands
- Île Plate (Ngan Chau)(銀洲) - District de Tai Po
- Fo Shek Chau (火石洲, Basalt Island) - District de Sai Kung
- Fo Siu Pai (火燒排) - District de Sai Kung
- Fu Wong Chau (虎王洲) - District Nord
- Fun Chau (墳洲) - District Nord
- Île Verte (青洲) - District Central et Ouest
- Ha So Pai (蝦鬚排) - District d'Islands
- Hau Tsz Kok Pai (孝子角排) - District de Tai Po
- Hei Ling Chau (喜靈洲) - District d'Islands
- Hin Pai (蜆排) - District de Tai Po
- Hokomato (伙蕞島) - District d'Islands
- Hok Tsai Pai (殼仔排) - District de Sai Kung
- Île de Hong Kong (香港島)
- Hung Pai (紅排) - District Nord
- Kai Chau (雞洲) - District de Sai Kung
- Kat O (吉澳, Crooked Island) - District Nord
- Kau Pei Chau (狗脾洲) - District Sud
- Kau Sai Chau (滘西洲) - District de Sai Kung
- Kau Yi Chau (交椅洲) - District d'Islands
- Kiu Tau (橋頭) - District de Sai Kung
- Kiu Tsui Chau (橋咀洲 ou "Île Sharp") - District de Sai Kung
- Ko Pai (高排) - District Nord
- Kok Tai Pai (角大排) - District Nord
- Kong Tau Pai (光頭排) - District de Sai Kung
- Rocher Kowloon (九龍石) - Kowloon City
- Kung Chau (弓洲) - District de Tai Po
- Kwun Cham Wan (罐杉環) - District de Sai Kung
- Kwun Tsai (觀仔) - District de Sai Kung
- Lak Lei Tsai (癩痢仔) - District de Sai Kung
- Île de Lamma (南丫島) - District d'Islands
- Lan Shuen Pei (爛樹排) - District Nord
- Lan Tau Pai (爛頭排) - District de Sai Kung
- Île de Lantau (大嶼山) - District d'Islands
- Lap Sap Chau (垃圾洲) - District de Sai Kung
- Île Little Green (小青洲) - District Central et Ouest
- Lo Chau (羅洲) - District Sud
- Lo Chi Pai (鷀鸕排) - District Nord
- Lo Chi Pai (鷀鸕排) - District de Sai Kung
- Lo Fu Tiu Pai (老虎吊排) - District de Sai Kung
- Lo Shue Pai (老鼠排) - District Est
- Rocher Loaf (饅頭排) - District d'Islands
- Luk Chau (鹿洲) - District d'Islands
- Lung Kwu Chau (龍鼓洲) - District de Tuen Mun
- Lung Shan Pai (龍山排) - District Sud
- Lung Shuen Pai (龍船排) - District de Sai Kung
- Lut Chau (甩洲) - District de Yuen Long
- Ma Shi Chau (馬屎洲) - District de Tai Po
- Ma Tsai Pai (孖仔排) - District de Sai Kung
- Ma Wan (馬灣) - District de Tsuen Wan
- Ma Yan Pai (媽印排) - District de Tai Po
- Île Magazine (火藥洲) - District Sud
- Mei Pai (尾排) - District d'Islands
- Île Middle (熨波洲) - District Sud
- Mong Chau Tsai (芒洲仔) - District de Sai Kung
- Île Moon (磨洲) - District de Tai Po
- Muk Yue Chau (木魚洲) - District de Sai Kung
- Nam Fung Chau (南風洲) - District de Sai Kung
- Ng Fan Chau (五分洲) - District Sud
- Nga Ying Chau (牙鷹洲) - District de Sai Kung, au sud-est de Ching Chau (青洲)
- Nga Ying Pai (牙鷹排) - District de Sai Kung
- Ngam Hau Shek (岩口石) - District de Tsuen Wan
- Ngan Chau (銀洲) - District d'Islands
- Ngau Sh Pui (牛屎砵) - District de Sai Kung
- Ngau Tau Pai (牛頭排) - District de Sai Kung
- Ngo Mei Chau (娥眉洲 ou "Crescent Island") - District Nord
- Archipel Ninepin (果洲群島) - District de Sai Kung
  - Lung Shuen Pai (龍船排)
  - Île Ninepin Nord (北果洲)
  - Sai Chau Mei (細洲尾)
  - Shue Long Chau (蕃莨洲)
  - Tai Chau (大洲)
  - Tai Chau Mei (大洲尾)
  - Tuen Chau Chai (短洲仔)
- Pak Chau (白洲 ou "Tree Island") - District de Tuen Mun
- Pak Ka Chau (筆架洲) - District Nord
- Pak Ma Tsui Pai (白馬咀排) - District de Sai Kung
- Pak Pai (白排) - District de Sai Kung
- Pak Sha Chau (白沙洲 ou "Round Island") - District Nord
- Pak Sha Chau (白沙洲 ou "White Sand Island") - District de Sai Kung
- Pat Ka Chau (筆架洲) - District Nord
- Peaked Hill (雞翼角) - District d'Islands
- Peng Chau (坪洲) - District d'Islands
- Pin Chau (扁洲) - District de Sai Kung
- Ping Chau (平洲) - District de Tai Po
- Ping Min Chau (平面洲) - District de Sai Kung
- Po Pin Chau (破邊洲) - District de Sai Kung
- Archipel Po Toi (蒲苔群島) - District d'Islands
  - Rocher Castle (螺洲白排)
  - Lo Chau (螺洲 ou "Beaufort Island")
  - Mat Chau (墨洲), un îlot au large de l'île Po Toi
  - Mat Chau Pai (墨洲排), un îlot au large de Mat Chau
  - Île Po Toi  (蒲苔島)
  - Sai Pai (細排)
  - San Pai (散排)
  - Sung Kong (宋崗)
  - Tai Pai (大排)
  - Île Waglan (橫瀾島)
- Po Yue Pai (蒲魚排) - District de Sai Kung
- Pun Shan Shek (半山石) - District de Tsuen Wan
- Rocher Pyramid (尖柱石) - District de Sai Kung
- Île Round (銀洲) - District Sud
- Sai Ap Chau (細鴨洲) - District Nord
- Sam Pai (三排) - District de Sai Kung
- Sam Pui Chau (三杯酒) - District de Tai Po
- Sha Chau (沙洲) - District de Tuen Mun
- Sha Pai (沙排) - District Nord
- Sha Pai (沙排) - District de Tai Po
- Sha Tong Hau (沙塘口山 ou "Bluff Island") - District de Sai Kung
- Sham Shui Pai (深水排) - District d'Islands
- Shau Kei Pai (筲箕排) - District Nord
- Shek Chau (石洲) - District de Sai Kung
- Shek Kwu Chau (石鼓洲) - District d'Islands
- Shek Ngau Chau (石牛洲) - District de Tai Po
- Île Shelter (牛尾洲) - District de Sai Kung
- Sheung Pai (雙排) - District Nord
- Shui Cham Tsui Pai (水浸咀排) - District Nord
- Shui Pai (水排) - District d'Islands
- Siu Kau Yi Chau (小交椅洲) - District d'Islands
- Siu Nim Chau (小稔洲) - District Nord
- Siu Tsan Chau (小鏟洲) - District de Sai Kung
- Archipel Soko (索罟群島) - District d'Islands
  - Cheung Muk Tau (樟木頭)
  - Ko Pai (高排)
  - Lung Shuen Pai (龍船排)
  - Ma Chau (孖洲)
  - Shek Chau (石洲)
  - Siu A Chau (小鴉洲)
  - Tai A Chau (大鴉洲)
  - Tau Lo Chau (頭顱洲)
  - Wan Hau Chau (灣口洲)
  - Yuen Chau (圓洲)
  - Yuen Kong Chau (圓崗洲)
- Île Steep (青洲) - District de Sai Kung
- Île Sunshine (周公島) - District d'Islands
- Ta Ho Pai (打蠔排) - District Nord
- Tai Chau (大洲) - District de Sai Kung
- Tai Lei (大利) - District d'Islands
- Tai Nim Chau (大稔洲) - District Nord
- Tai O (大澳) - District d'Islands
- Tai Pai (大排) - District de Sai Kung
- Tai Tau Chau (大頭洲) - District de Sai Kung
- Tai Tau Chau (大頭洲) - District Sud
- Tai Tsan Chau (大鏟洲) - District de Sai Kung
- Tang Chau (燈洲) - District de Tai Po
- Tang Lung Chau (燈籠洲) - District de Tsuen Wan
- Tap Mun Chau (塔門 Grass Island) - District de Tai Po
- Tau Chau (頭洲) - District Sud
- The Brothers (磨刀洲) - District de Tuen Mun
  - Siu Mo To (小磨刀)
  - Tai Mo To (大磨刀)
  - Tsz Kan Chau (匙羹洲)
- Tit Cham Chau (鐵蔘洲) - District de Sai Kung
- Tit Shue Pai (鐵樹排) - District de Tai Po
- Tiu Chung Chau (吊鐘洲 ou "Jin Island") - District de Sai Kung
- Tiu Chung Pai (吊鐘排) - District de Sai Kung
- Tong Hau Pai (塘口排) - District de Sai Kung
- Île Town (伙頭墳洲) - District de Sai Kung
- Îles Tricks (瑤蛇) - Baie Quarry
- Île Trio (大癩痢) - District de Sai Kung
- Archipel Tsim Chau - District de Sai Kung
  - Tai Chau (大洲)
  - Tsim Chau (尖洲)
- Tsing Chau (青洲) - District Nord
- Île Tsing Yi (青衣島) - District de Kwai Tsing
- Tsui Pai (咀排) - District d'Islands
- Tuen Tau Chau (斷頭洲) - District de Sai Kung
- Tung Lung Chau (東龍洲) - District de Sai Kung
- Tung Sam Chau (棟心洲) - District de Sai Kung
- Wai Chau Pai (灣仔排) - District de Tai Po
- Wai Kap Pai (桅夾排) - District de Sai Kung
- Wang Chau (橫洲) - District de Sai Kung
- Wang Pai (橫排) - District de Sai Kung
- Wo Sheung Chau (和尚洲) - District de Sai Kung
- Wong Mau Chau (黃茅洲) - District de Sai Kung
- Wong Nai Chau Tsai (黃泥洲仔) - District de Sai Kung
- Wong Nai Chau (黃泥洲) - District Nord
- Wong Nai Chau (黃泥洲) - District Nord
- Wong Nai Chau (黃泥洲) - District de Sai Kung
- Wong Wan Chau (往灣洲 ou "Double Island") - District Nord
- Wong Wan Pai (往灣排) - District de Sai Kung
- Wong Yi Chau (黃宜洲) - District de Sai Kung
- Wu Chau (烏洲) - District Nord
- Wu Chau (烏洲) - District de Tai Po
- Wu Pai (烏排) - District Nord
- Wu Yeung Chau Pai (湖洋洲排) - District Nord
- Wu Ying Pai (烏蠅排) - District d'Islands
- Yan Chau (印洲) - District Nord
- Yau Lung Kok (游龍角) - District de Sai Kung
- Yeung Chau (洋洲) - District Nord
- Yeung Chau (洋洲) - District de Tai Po
- Yeung Chau (羊洲) ou "Sheep Island") - District de Sai Kung
- Yi Long Pai (二浪排) - District d'Islands
- Yi Pai (二排) - District de Sai Kung
- Yim Tin Tsai (鹽田仔) - District de Tai Po
- Yim Tin Tsai (鹽田仔) - District de Sai Kung
- Yuen Kong Chau (圓崗洲) - District de Sai Kung

## Anciennes îles
- Rocher Channel - Kowloon City - fait maintenant partie de l'ancienne piste d'aéroport Kai Tak.
- Chau Tsai - incorporée dans la bonification de l'île Tsing Yi, près du dépôt de la CRC Oil de Nam Wan Kok.
- Fat Tong Chau (佛堂洲 ou "île Junk") - fait maintenant partie de Tseung Kwan O dans le district de Sai Kung après bonification des terres.
- Île Hoi Sham - Kowloon City (aussi appelé "île Kwa Wan") - fait maintenant partie de Kwa Wan après bonification des terres.
- Île Kellett - fait maintenant partie de Causeway Bay dans le district Est après bonification des terres.
- La Ka Chau (勒加洲)
- Lam Chau - district d'Islands - maintenant absorbée à Chek Lap Kok et à la plateforme aéroportuaire et connectée à Lantau par deux ponts.
- Leung Shuen Wan (糧船灣洲 ou "île High") dans le district de Sai Kung - reliée au continent pour former le réservoir High Island.
- Mong Chau - île au large de la colline de Lai King, enterrée sous le Terminal 2 du terminal à conteneurs.
- Nga Ying Chau - fait maintenant partie de l'île Tsing Yi, au coin nord-ouest de cette dernière après bonification des terres.
- Île Pearl (龍珠島) - district de Tuen Mun
- Rocher Rumsey  - fait maintenant partie de la côte située entre Tsim Sha Tsui East et Hung Hom.
- Île Stonecutter -  fait maintenant partie de la péninsule de Kowloon, à la suite d'une bonification des terres.
- Tsing Chau, ou île Pillard - absorbée dans la récupération des terres sur Gin Drinkers Bay (ou  Lap Sap Wan), elle représente maintenant le bout du prolongement de Kwai Chung où passe le pont de Tsing Yi.
- Tung Tau Chau (東頭洲) - reliée au continent pour former le réservoir de Plover Cove
- Yuen Chau Tsai (元洲仔)

## Classement des plus grandes îles
Voici une liste des plus grandes îles du territoire de Hong Kong, triées selon leur superficie (en km²):
1. Île de Lantau : 147,16
2. Île de Hong Kong : 78,52
3. Île de Lamma : 13,74
4. Chek Lap Kok - site de la plateforme aéroportuaire : 12,70 km2
5. Île Tsing Yi : 10,69
6. Kau Sai Chau : 6,70
7. Po Toi : 3,69
8. Cheung Chau : 2,44
9. Tung Lung Chau : 2,42
10. Île Crooked (Kat O) : 2,35
11. Wong Wan Chau (île Double) : 2,13
12. Hei Ling Chau : 1,93
13. Tap Mun Chau (île Grass) : 1,69
14. Ap Lei Chau : 1,30
15. Tai Un Chau : 1,20
16. Ping Chau : 1,16
17. Peng Chau : 0,97
18. Ma Wan : 0,97

Leung Shuen Wan était reliée au continent dans les années 1970 pour former le réservoir High Island. Elle couvrait historiquement une superficie de 8,51 km², la classant en 4e position parmi les plus grandes îles de Hong Kong en 1960. À cette époque, la plate-forme aéroportuaire n'avait pas encore été construite et la superficie de la zone de Tsing Yi s'est accru plus tard après la récupération des terres sur la mer.
La superficie d'origine de Chek Lap Kok recouvrait 3,02 km² (mais d'autres sources mentionnent seulement 2,8 km²).